# Нововаськино
Новова́ськино (рос. Нововаськино, башк. Яңы Васькин) — присілок у складі Мішкинського району Башкортостану, Росія. Входить до складу Мішкинської сільської ради.
Населення — 172 особи (2010; 201 у 2002).
Національний склад:
- марійці — 95 %